# Respenda de la Peña
Respenda de la Peña è un comune spagnolo di 244 abitanti situato nella comunità autonoma di Castiglia e León.